# If I had words
If I had words is een single die Yvonne Keeley en Scott Fitzgerald eind 1977 uitbrachten. De plaat werd een enorme hit in meerdere landen en bereikte de nummer 1-positie in Nederland en België. Naast Keeley en Fitzgerald zong het kinderkoor van het St Thomas More Roman Catholic Language College in Kensington and Chelsea.
De basis van het nummer was het vierde deel van de derde symfonie van de Franse componist Camille Saint-Saëns. De tekst en productie kwamen van Jonathan Hodge. Fitzgerald bracht het nummer ook uit op zijn elpee met dezelfde titel. Op de B-kant van de single staat het nummer This time of year.
De plaat was op 24 december 1977 Veronica Alarmschijf op Hilversum 3 en werd een gigantische hit in de destijds twee hitlijsten op de nationale popzender. De plaat bereikte in zowel de Nederlandse Top 40 als de Nationale Hitparade de nummer 1-positie. In de op Hemelvaartsdag 1976 gestarte Europese hitlijst op Hilversum 3, de TROS Europarade, bereikte de plaat de 3e positie.
In België bereikte de plaat eveneens de nummer 1-positie in zowel de Vlaamse Ultratop 50 als de Vlaamse Radio 2 Top 30.
De plaat werd enkele malen gecoverd, zoals voor de albums van Joe Bourne & The Original Stanfaste Singers (I have a dream, 1985), David Essex (A night at the movies, 1997) en Dana Winner, Marc Marshall & Jay Alexander (Als je lacht, 2006). Het nummer speelt een belangrijke rol in de film Babe (1995).
In 2010 verscheen een nieuwe single van Keeley en Fitzgerald die twee weken in de B2B Single Top 100 stond. In zowel de Nederlandse Top 40 op Radio 538 als de Mega Top 50 op 3FM werd géén notering behaald.

## Hitnoteringen

### Nederlandse Top 40
| Hitnotering: 31-12-1977 t/m 22-04-1978 | Hitnotering: 31-12-1977 t/m 22-04-1978 | Hitnotering: 31-12-1977 t/m 22-04-1978 | Hitnotering: 31-12-1977 t/m 22-04-1978 | Hitnotering: 31-12-1977 t/m 22-04-1978 | Hitnotering: 31-12-1977 t/m 22-04-1978 | Hitnotering: 31-12-1977 t/m 22-04-1978 | Hitnotering: 31-12-1977 t/m 22-04-1978 | Hitnotering: 31-12-1977 t/m 22-04-1978 | Hitnotering: 31-12-1977 t/m 22-04-1978 | Hitnotering: 31-12-1977 t/m 22-04-1978 | Hitnotering: 31-12-1977 t/m 22-04-1978 | Hitnotering: 31-12-1977 t/m 22-04-1978 | Hitnotering: 31-12-1977 t/m 22-04-1978 | Hitnotering: 31-12-1977 t/m 22-04-1978 | Hitnotering: 31-12-1977 t/m 22-04-1978 | Hitnotering: 31-12-1977 t/m 22-04-1978 | Hitnotering: 31-12-1977 t/m 22-04-1978 | Hitnotering: 31-12-1977 t/m 22-04-1978 |
| Week                                   | 1                                      | 2                                      | 3                                      | 4                                      | 5                                      | 6                                      | 7                                      | 8                                      | 9                                      | 10                                     | 11                                     | 12                                     | 13                                     | 14                                     | 15                                     | 16                                     | 17                                     |                                        |
| -------------------------------------- | -------------------------------------- | -------------------------------------- | -------------------------------------- | -------------------------------------- | -------------------------------------- | -------------------------------------- | -------------------------------------- | -------------------------------------- | -------------------------------------- | -------------------------------------- | -------------------------------------- | -------------------------------------- | -------------------------------------- | -------------------------------------- | -------------------------------------- | -------------------------------------- | -------------------------------------- | -------------------------------------- |
| Nummer                                 | 25                                     | 9                                      | 3                                      | 2                                      | 1                                      | 1                                      | 1                                      | 1                                      | 1                                      | 1                                      | 1                                      | 5                                      | 8                                      | 9                                      | 13                                     | 30                                     | 37                                     | uit                                    |

### Nationale Hitparade
| Hitnotering: 07-01-1978 t/m 15-04-1978 | Hitnotering: 07-01-1978 t/m 15-04-1978 | Hitnotering: 07-01-1978 t/m 15-04-1978 | Hitnotering: 07-01-1978 t/m 15-04-1978 | Hitnotering: 07-01-1978 t/m 15-04-1978 | Hitnotering: 07-01-1978 t/m 15-04-1978 | Hitnotering: 07-01-1978 t/m 15-04-1978 | Hitnotering: 07-01-1978 t/m 15-04-1978 | Hitnotering: 07-01-1978 t/m 15-04-1978 | Hitnotering: 07-01-1978 t/m 15-04-1978 | Hitnotering: 07-01-1978 t/m 15-04-1978 | Hitnotering: 07-01-1978 t/m 15-04-1978 | Hitnotering: 07-01-1978 t/m 15-04-1978 | Hitnotering: 07-01-1978 t/m 15-04-1978 | Hitnotering: 07-01-1978 t/m 15-04-1978 | Hitnotering: 07-01-1978 t/m 15-04-1978 | Hitnotering: 07-01-1978 t/m 15-04-1978 |
| Week                                   | 1                                      | 2                                      | 3                                      | 4                                      | 5                                      | 6                                      | 7                                      | 8                                      | 9                                      | 10                                     | 11                                     | 12                                     | 13                                     | 14                                     | 15                                     |                                        |
| -------------------------------------- | -------------------------------------- | -------------------------------------- | -------------------------------------- | -------------------------------------- | -------------------------------------- | -------------------------------------- | -------------------------------------- | -------------------------------------- | -------------------------------------- | -------------------------------------- | -------------------------------------- | -------------------------------------- | -------------------------------------- | -------------------------------------- | -------------------------------------- | -------------------------------------- |
| Nummer                                 | 20                                     | 17                                     | 2                                      | 1                                      | 1                                      | 1                                      | 1                                      | 1                                      | 1                                      | 2                                      | 3                                      | 5                                      | 9                                      | 11                                     | 22                                     | uit                                    |

### Single Top 100(2010)
| Hitnotering: 02-10-2010 t/m 09-10-2010 | Hitnotering: 02-10-2010 t/m 09-10-2010 | Hitnotering: 02-10-2010 t/m 09-10-2010 | Hitnotering: 02-10-2010 t/m 09-10-2010 |
| Week                                   | 1                                      | 2                                      |                                        |
| -------------------------------------- | -------------------------------------- | -------------------------------------- | -------------------------------------- |
| Nummer                                 | 65                                     | 66                                     | uit                                    |

### NPO Radio 2 Top 2000
| Nummer met noteringen in de NPO Radio 2 Top 2000 | '99  | '00  | '01  | '02  | '03  | '04  | '05  |
| ------------------------------------------------ | ---- | ---- | ---- | ---- | ---- | ---- | ---- |
| If I Had Words                                   | 1154 | 1266 | 1639 | 1844 | 1548 | 1984 | 1865 |

1. ↑  Een vetgedrukt getal geeft de hoogste notering aan.
2. ↑  Deze tabel is bijgewerkt tot en met de laatste editie (2024).